# Bethlehem (Suriname)
Bethlehem is een voormalige koffieplantage aan de Commewijne in de kolonie Suriname. In 1750 brak er een opstand uit. 

## Plantage
De plantage was gelegen aan de Boven-Commewijne, stroomafwaarts aan de rechterzijde. De volgorde van de plantages bij het afvaren van de rivier was De Hoop, Tombesburg, Bethlehem, Rustenburg en Concordia.
Het is niet bekend hoe de plantage precies is ontstaan; vermoedelijk uit een splitsing van een grotere plantage. In 1737 kocht ene Amand Thomas samen met Jacobus van der Werf de grond op een openbare veiling. Waarschijnlijk heeft Thomas kort daarna het deel van Van der Werf overgekocht. 
Bethlehem was 1.113 Surinaamse akkers groot, wat neerkomt op ongeveer 480 hectare. Men teelde er koffie. Bij de afschaffing van de slavernij in Suriname in 1863 bestond de plantage niet meer als zodanig.

## Eigendomssituaties
- 1737: P. Amand Thomas (1690-1750)
- 1750: Anna Maria Thomas (?-1768) en Pieter Adam Thomas
- 1753: Pieter Adam Thomas (?-1788)
- 1768: Jacob Vogt (?-1780)
- 1793: Boedel weduwe J. Vogt
- 1819: Aan plantage Concordia
- 1837: S. en boedel S.H. de la Parra
- 1843: S. De la Parra
- 1859: R. Berch[1]
- 2002: Familie Grootfaam

## Geschiedenis

### Opstand 1750
Op Bethlehem waren meer dan 200 slaafgemaakten werkzaam. De plantagedirecteur, Amand Thomas, 60 jaar oud en weduwnaar, was lid van het hof van politie en ouderling van de (Nederduits) Gereformeerde kerk. Hij putte zijn tot slaaf gemaakten uit met lange werktijden, ook op zondagen. Daarenboven vergreep hij zich regelmatig aan vrouwen op de plantage, hetgeen kwaad bloed zette in de slavengemeenschap. Zijn relatie met Bellona, de vrouw van bastiaan Coridon werd hem uiteindelijk fataal; Coridon pikte dit niet en bereidde in alle rust een grote opstand voor. 
In de nacht van 20 op 21 februari 1750 kwamen de slaafgemaakten in opstand. Zij vermoordden Thomas en zijn administrateur en plunderden de plantage. Later die nacht probeerden zij plantage l’Esperance te veroveren, hetgeen mislukte. Wel werden de rietvelden in brand gestoken, waarna zij zich terugtrokken op Bethlehem. Op 21 februari trachtte een groep van 40 kolonisten Bethlehem te heroveren, maar dit werd door Coridon's groep afgeslagen. Nog diezelfde dag verlieten zij de plantage, met medeneming van 30 a 36 geweren, en trokken in de richting van de Cassiwinica. 
Op 22 februari zette een groep van 20 militairen, 30 burgers en 50 slaafgemaakten onder leiding van burgerkapitein Nicolaas Rijnsdorp de achtervolging in, vanuit het Commewijnegebied. Tegelijkertijd trok de joodse burgerkapitein Davilaer vanuit de Jodensavanne het bos in, met hetzelfde doel. Rijnsdorp’s groep achterhaalde uiteindelijk de voortvluchtigen, doodde er 11 en nam er 31 gevangen, waaronder Coridon. Het complot werd meedogenloos bestraft. De executie is gedetailleerd beschreven in het journaal van Gouverneur Mauricius: 2 werden opgehangen aan een haak door hun ribben, 3 geradbraakt, 2 levend verbrand, 2 opgehangen en 20 gevierendeeld. Onder de terechtgestelden waren 11 vrouwen van Bethlehem en ook 4 personen van naburige plantages die aan de voorbreiding zouden hebben meegewerkt. Hun hoofden werden op palen langs de rivier als afschrikwekkend voorbeeld ten toon gesteld. 
De overige, niet gepakte voortvluchtigen wisten zich aan te sluiten bij de Marrons in het binnenland. Dezen overvielen in september 1751 plantage Zorghoven aan de Commewijne. 
Als dank voor zijn geslaagde expeditie ontving Nicolaas Rijnsdorp een zilveren schotel met het wapen van de kolonie. Aan de deelnemers van de tocht werd in totaal 3.000 gulden uitgekeerd. Benjamin, het kind van Thomas en een slaafgemaakte genaamd Eva, werd na de geboorte per omgaande met zijn moeder op de boot naar Nederland gezet.

### En daarna
Met enige terughoudendheid aanvaardden de kinderen van Thomas -Anna Maria (gehuwd met Isaac Godeffroy) en Pieter Adam- hun erfdeel. De plantage werd redelijk snel weer productief gemaakt. In 1753 was het aantal slaafgemaakten al weer gegroeid naar 134. In dat jaar verkocht Anna Maria haar aandeel in de plantage aan Pieter Adam, die daarmee enig eigenaar werd. Zij kocht een eigen plantage: Anna's Zorg, aan de Warappakreek. 
Pieter Adam huwde in 1756 met Margaretha de Boisguion, 17 jaar jong en opgegeroeid op Mon Plaisir, een eindje stroomafwaarts. De twee bleven in Suriname wonen. Hun graven bevinden zich in de Nieuwe Oranjetuin. 
In 1768 nam Jacob Vogt (ook wel geschreven: Voogt) uit Frankfurt am Main Bethlehem over. Hij was voorheen taxateur en executeur, later 'commissaris van het college van Kleine Zaken' en eigenaar van plantage Badenstein aan de Warappakreek. Vogt overleed in 1780 en werd op Badenstein begraven, niet op Bethlehem.
In de 19e eeuw verviel Bethlehem aan de nabij gelegen plantage Concordia.